# 가토 요시오
가토 요시오(일본어: 加藤 好男, 1957년 8월 1일 ~ )는 일본의 전 축구 선수이다.

## 구단 경력
1980년 일본 사커 리그의 후루카와 전공(제프 유나이티드 이치하라)에 입단하였다. 1986년에 일본 사커 리그 우승을 차지하였다. 1993년후 현역 은퇴.

## 국가대표팀 경력
그는 1980년 6월 9일 홍콩과의 경기에서 일본 국가대표팀에 데뷔했다. 그는 1981년까지 국제 A매치 통산 8경기에 출전했다.

## 통계
| 일본 | 일본 | 일본 |
| 연도 | 출전 | 득점 |
| ---- | ---- | ---- |
| 1980 | 3    | 0    |
| 1981 | 5    | 0    |
| 통산 | 8    | 0    |